# Erivélton Martins
Erivélton, właśc. Erivélton Martins lub Erivélto (ur. 10 lipca 1954 w Piraí) – piłkarz brazylijski, występujący na pozycji ofensywnego pomocnika.

## Kariera klubowa
Karierę piłkarską Erivélton rozpoczął w klubie Fluminense FC w 1973 roku. We Fluminense 21 października 1973 w przegranym 1-3 meczu z Corinthians Paulista Erivélton zadebiutował w lidze brazylijskiej. Z Fluminense trzykrotnie zdobył mistrzostwo stanu Rio de Janeiro – Campeonato Carioca w 1973, 1975 i 1976 roku. W latach 1977–1980 występował w Cruzeiro EC. Z Cruzeiro zdobył mistrzostwo stanu Minas Gerais – Campeonato Mineiro w 1977 roku.
W latach 1981–1984 występował w Vila Nova Goiânia. Z Vilą Novą zdobył mistrzostwo stanu Goiás – Campeonato Goiano w 1982 roku. Ostatnim klubem w karierze Erivéltona była Villa Nova AC, gdzie występował w latach 1985–1988. W barwach Villa Nova Erivélton wystąpił ostatni raz w lidze brazylijskiej 17 kwietnia 1985 w przegranym 0-2 meczu z Bangu AC. Ogółem w latach 1973–1985 w I lidze wystąpił w 116 meczach, w których strzelił 15 bramek.

## Kariera reprezentacyjna
Erivélton występował w olimpijskiej reprezentacji Brazylii. W 1975 roku zdobył z nią złoty medal Igrzysk Panamerykańskich. Na turnieju w Meksyku wystąpił w czterech meczach z Nikaraguą (bramka), Boliwią (bramka), Argentyną i Trynidadem i Tobago (bramka).
W 1976 roku Erivélton uczestniczył w Igrzyskach Olimpijskich w Montrealu. Na turnieju Erivélton wystąpił we wszystkich pięciu meczach reprezentacji Brazylii z NRD, Hiszpanią, Izraelem (bramka), Polską i ZSRR.